# Hortipes arboricola
Hortipes arboricola là một loài nhện trong họ Corinnidae.
Loài này thuộc chi Hortipes. Hortipes arboricola được miêu tả năm 1998 bởi Ledoux & Emerit.